# Arlan Stangeland

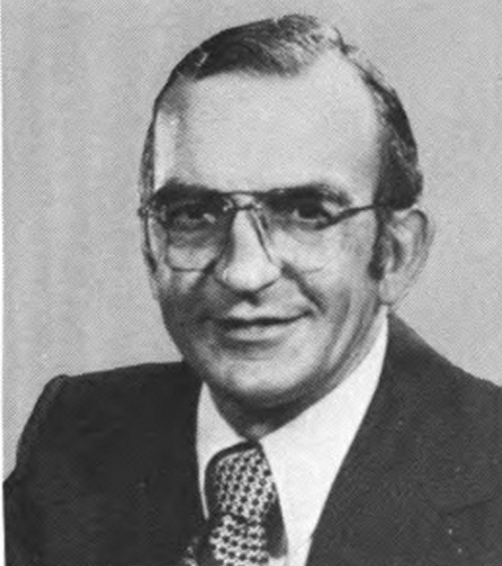
Arlan Stangeland

Arlan Ingehart Stangeland (* 8. Februar 1930 in Fargo, North Dakota; † 2. Juli 2013 in Detroit Lakes, Minnesota) war ein US-amerikanischer Politiker. Zwischen 1977 und 1991 vertrat er den Bundesstaat Minnesota im US-Repräsentantenhaus.

## Werdegang
Arlan Stangeland besuchte bis 1948 die Moorhead High School in Minnesota. Danach betätigte er sich als Farmer. In den Jahren 1976 und 1977 war er Mitglied des Schulausschusses der Gemeinde Barnesville. Politisch schloss sich Stangeland der Republikanischen Partei an. Zwischen 1966 und 1975 saß er als Abgeordneter im Repräsentantenhaus von Minnesota. In den Jahren 1964 bis 1968 war er Delegierter zu den jeweiligen regionalen Parteitagen der Republikaner in Minnesota.
Nach dem Rücktritt des Abgeordneten Robert Bergland, der zum US-Landwirtschaftsminister ernannt worden war, gewann Stangeland die notwendig gewordene Nachwahl im siebten Wahlbezirk von Minnesota und zog am 22. Februar 1977 als Berglands Nachfolger in das US-Repräsentantenhaus in Washington, D.C. ein. Nachdem er bei den folgenden sechs regulären Wahlen in seinem Mandat bestätigt wurde, konnte er bis zum 3. Januar 1991 im Kongress verbleiben.
Bei den Wahlen des Jahres 1990 verlor Stangeland gegen Collin Peterson. Ein Grund für seine Wahlniederlage waren Verschwendungsvorwürfe, weil er zu viele Privattelefonate über den Kongress abgerechnet hatte. Anschließend zog sich Arlan Stangeland aus der Politik zurück.